# Juvenilia (Jane Austen)
Pour les articles homonymes, voir Juvenilia.

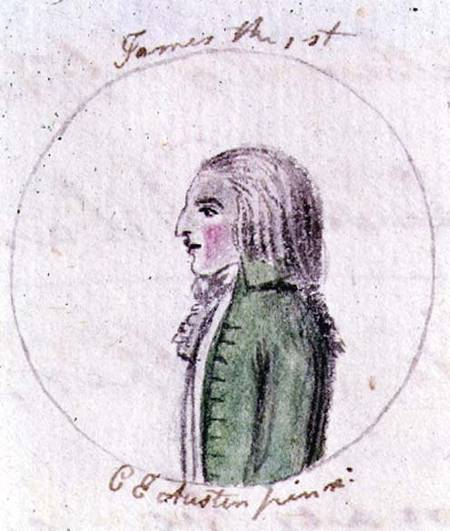
Portait de Jacques Ier, imaginé par Cassandra Austen pour illustrer L'Histoire de l'Angleterre de sa sœur.

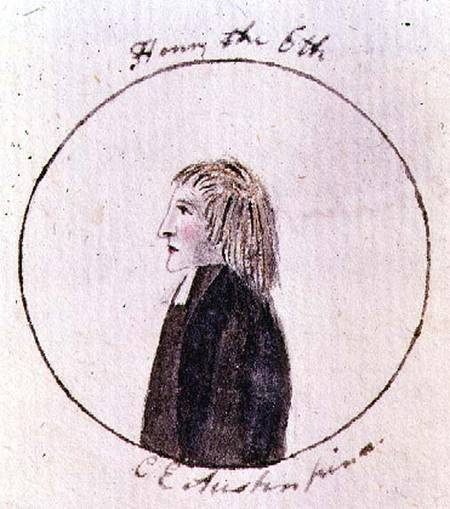
Portrait de Henri VI.

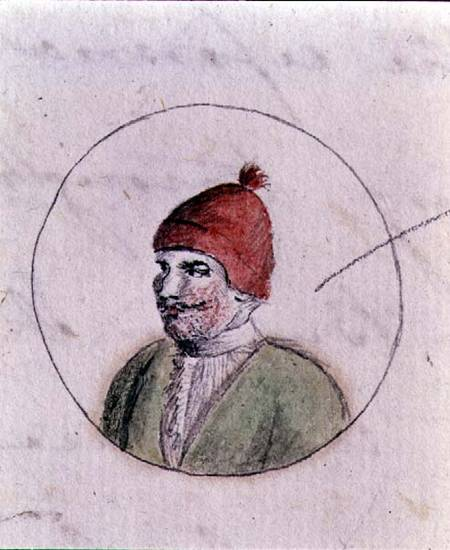
Portrait de Henri VIII.

Les Juvenilia de la femme de lettres britannique Jane Austen se composent de l'ensemble formé par ses écrits de jeunesse. Souvent très courtes, ces petites histoires sont pleines d'un humour débridé et incisif qui annonce le style de l'écrivain de la maturité. L'une des œuvres, plus longue, Love and Freindship [sic], prend la forme d'un roman épistolaire, inspiré de ceux de Samuel Richardson ; cette forme sera utilisée ensuite plusieurs fois par Jane Austen, par exemple dans Lady Susan, ou encore, probablement, pour la rédaction initiale de Sense and Sensibility.

## Présentation
Selon toute vraisemblance, Jane Austen commence dès 1787 à écrire des poèmes, des histoires et des pièces pour son propre amusement et celui de sa famille,. Plus tard, elle fait des fair copies (« transcriptions au propre ») de 27 de ces œuvres précoces, en trois carnets reliés, aujourd'hui connus sous le nom de Juvenilia et contenant des écrits échelonnés de 1787 à 1793,. Certains manuscrits révèlent que Jane Austen a continué à y travailler jusque vers 1809-1810, et que son neveu et sa nièce, James Edward et Anna Austen, y ont ajouté jusqu'en 1814,. 
Parmi ces écrits, se trouve un roman épistolaire satirique, Love and Freindship [sic], dans lequel elle se moque des romans sentimentaux à la mode (novels of sensibility),,. Y figure également L'Histoire de l'Angleterre, manuscrit de trente-quatre pages accompagné de treize aquarelles miniatures réalisées par Cassandra. Il s'agit une parodie d'écrits historiques en vogue, et tout particulièrement, de l'Histoire d'Angleterre d'Oliver Goldsmith, publiée en 1771. Par exemple, Jane Austen y écrit :

« As I am myself partial to the roman catholic religion, it is with infinite regret that I am obliged to blame the Behaviour of any Member of it: yet Truth being I think very excusable in an Historian, I am necessitated to say that in this reign the roman Catholics of England did not behave like Gentlemen to the protestants. »

« Comme j'ai moi-même un faible pour la religion catholique, c'est avec un infini regret que je me vois contrainte de blâmer la Conduite de quiconque de ses Membres : cependant, la Vérité étant je pense bien excusable chez un Historien, je suis dans l'obligation de dire que durant ce règne, les Catholiques d'Angleterre ne se sont pas comportés en Gentlemen à l'égard des protestants. »

Selon le spécialiste Richard Jenkyns, les Juvenilia de Jane Austen sont anarchiques et regorgent de turbulente gaieté ; il les compare à l'œuvre du romancier du XVIIIe siècle, Laurence Sterne, et aux Monty Python du XXe siècle.

## Liste desJuveniliade Jane Austen
| Juvenilia – Volume the First - Frederic & Elfrida - Jack & Alice - Edgar & Emma - Henry and Eliza - The Adventures of Mr. Harley - Sir William Mountague - Memoirs of Mr. Clifford - The Beautifull Cassandra - Amelia Webster - The Visit - The Mystery - The Three Sisters - A Beautiful Description - The Generous Curate - Ode to Pity | Juvenilia – Volume the Second - Love and Freindship - Lesley Castle - The History of England - A Collection of Letters - The Female Philosopher - The First Act of a Comedy - A Letter from a Young Lady - A Tour through Wales - A Tale Juvenilia – Volume the Third - Evelyn - Catharine, or the Bower |